# Wネーム
『Wネーム』（ダブルネーム）は、葉月京による日本の漫画。『週刊ヤングジャンプ』（集英社）にて、2004年35号から2007年13号まで月1（後に月2）で連載されていた。全6巻。

## あらすじ
大阪の大手商社に勤める鴨方利一は、有能で女性からも人気のサラリーマンだが、週末には会社に内緒で少女漫画家・花屋敷雲雀として漫画を描いている。
ある日、利一は通勤ラッシュに揉まれている最中に、誤って携帯電話を女子高生の股間に入れてしまう。しかし、その女子高生・蓮の機転で警察行きは回避されたものの、以後彼女に弱みを握られてしまう。
そんな中、会社では新入社員・磯辺天に一目惚れしてしまう。
2人の美女との出会いを機に、仕事も恋愛も絶好調だった利一に波乱が訪れる。

## 主な登場人物
鴨方 利一（うがた りいち）
本作の主人公。25歳。大阪の大手商社に勤めるサラリーマン。有能で女性からもモテるが、セフレが多く、尻軽さが目立つ。しかし、週末には会社に内緒で女装をしながら、少女漫画家・花屋敷雲雀（はなやしき ひばり）という名前で、漫画『ラズベリー・ピーチーズ』を描いており、こちらも人気が高い。
事故とはいえ、蓮に痴漢をしてしまったことが原因で、彼女に弱みを握られ翻弄されているが、憎からず思っている。天には当初は冷たい態度を取られていたが、徐々に距離を近づけていく。
磯辺 蓮（いそべ れん）
本作のヒロイン。利一が電車内で誤って痴漢をしてしまった女子高生。以来、利一に小悪魔に付きまとい、振り回す。夜には、「ラン」という源氏名で、援助交際のアルバイトをしており、3000万円を稼ぐことを目標としている。明朗快活な性格だが、ある秘密がある。
実は、利一が電車内で出会ったのは、変装した天である。本物の蓮については、後述を参照。
磯部 蓮（本物）
蓮の妹。本来は、運動神経が良くダンスが大好きで、姉・天と仲が良かったが、天とのドライブ中、交通事故に遭ったことで、足が不自由になり、車椅子生活を余儀なくされた。以後、「自分の人生を滅茶苦茶にした姉だけが、幸せになるのは許せない」と、天を憎んでいる。漫画家・花屋敷雲雀の大ファンで、利一とは花屋敷のサイン会で、初めて出会った。
磯辺 天（いそべ てん）
本作のもう1人のヒロイン。蓮の姉。利一の部署に配属された新入社員。クールで冷静沈着な性格。美人だが、周囲に冷たく笑顔を見せることは殆どない。当初は利一にも冷たかったが、ある出来事を機に、次第に惹かれていく。
実は、蓮を交通事故に遭わせてしまったことに対する自責の念から、心を閉ざしてしまった。以後、妹の治療費・3000万円を稼ぐため、昼はOL、夜は蓮に変装して援助交際のアルバイトをしていた。
ナツミ
電車内で利一の財布をすった巨乳の美少女。蓮とは中学のころからの友人。学生のころから援助交際をしている。